# 欧龙河畔丹
欧龙河畔丹（法語：Dun-sur-Auron，發音：[dœ̃ syʁ oʁɔ̃]），法国中部城市，中央-卢瓦尔河谷大区谢尔省的一个市镇，隶属于圣阿芒蒙龙区，其市镇面积为50.09平方公里，2022年1月1日时人口数量为3,566人，在法国市镇中排名第3,091位。
欧龙河畔丹位于谢尔省南部，欧龙河畔，贝里运河由此通过，是一个区域性的中心城市，因当地的城堡及钟楼塔而闻名。

## 地名来源
“Dun”一名出自高卢语，意为“加固了的城堡”，其拉丁语转写为“Dunum”；“-sur-Auron”这一后缀自1791年起成为当地官方名称的一部分。
在1801至1880年间，当地的官方名称为“Dun-le-Roi”，其中“roi”在法语中意为“国王”。

## 历史

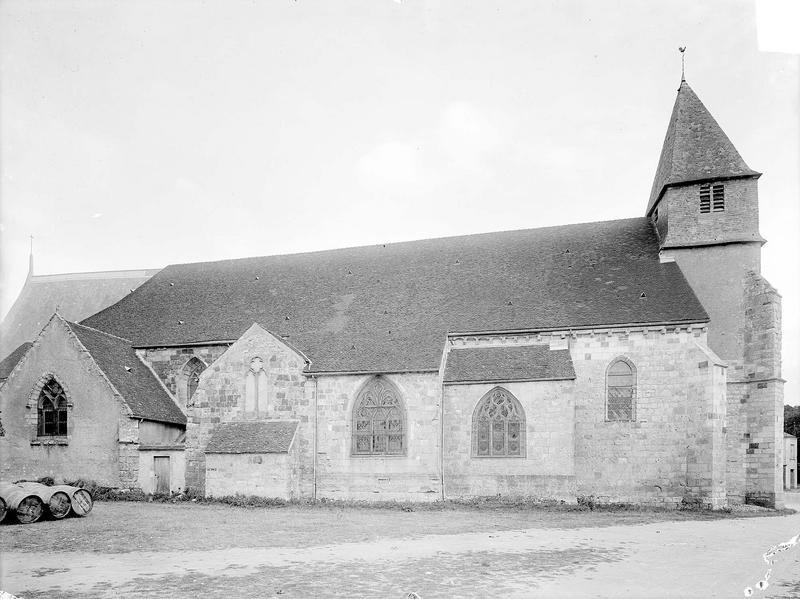
19世纪末的欧龙河畔丹教堂

欧龙河畔丹的早期历史尚不清楚，当地在高卢-罗马时期就已成为一座军事城池。中世纪中期，丹为布尔日子爵国的一处领地，子爵厄德·阿尔潘于公元1100年将丹卖给了法兰西国王腓力一世，以便参与十字军东征。此后，丹成为了贝里地区的第三座皇家城市，当地兴建了皇家城堡。1175年，丹获得市镇自由贸易宪章。12至13世纪间，丹兴建了当地历史上的第二座城墙。1490年，丹出现了一处高16.6米的钟楼塔，后者是贝里地区历史上唯一的钟楼塔，也是中世纪末期该区域的地标性建筑物。17世纪后，丹城堡被改建为一处监狱。法国大革命后，丹更名为欧龙河畔丹，成为了谢尔省的一个市镇。18世纪初，贝里运河陆续建成。1822年，屈宰圣拉德贡德（Cuzay-Sainte-Radegonde）整体并入欧龙河畔丹。19世纪末，欧龙河畔丹兴建了彼时法国规模最大的精神康复疗养院。1888年，途径欧龙河畔丹的布尔日—洛热尔铁路建成通车，该铁路于1951年关闭。

## 地理

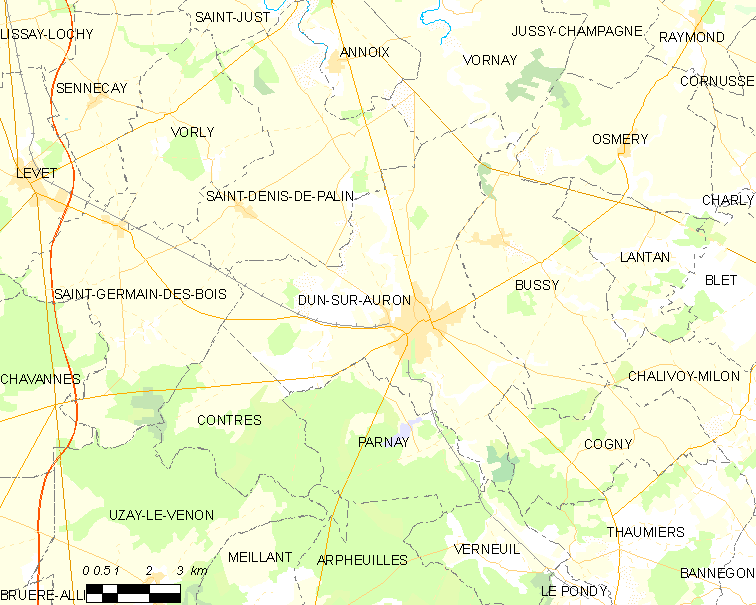
欧龙河畔丹市镇范围地图

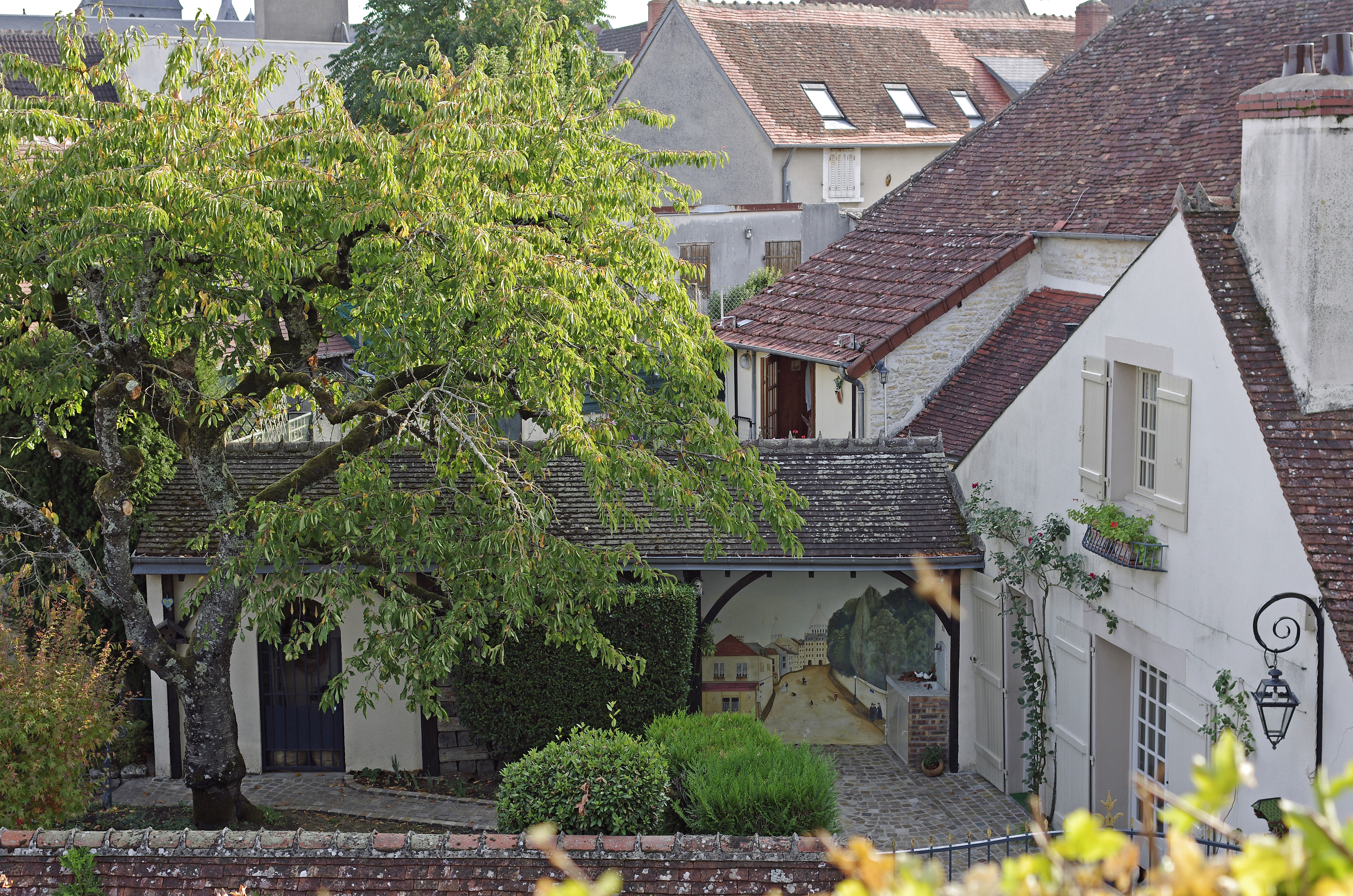
镇中心的一处庭院

欧龙河畔丹位于法国中部，中央-卢瓦尔河谷大区东南部和谢尔省南部，距离省会布尔日大约26公里。与欧龙河畔丹接壤的市镇包括：圣但尼德帕兰、沃尔奈、圣日耳曼代布瓦、孔特尔、比西、帕尔奈和科尼。

### 地形
欧龙河畔丹位于贝里平原东部，境内以平原为主，市镇中心地势较为平坦，全境海拔在151到188米之间。

### 水文
欧龙河畔丹位于卢瓦尔河流域范围内，欧龙河自东南向西北流经镇中心西南部，人工开凿的贝里运河从该河左岸平行通过。

### 植被
欧龙河畔丹属于温带阔叶混交林区，林地主要分布于河流附近。
在鲜花城市的评比中，欧龙河畔丹被评为2星级鲜花城市。

### 气候
欧龙河畔丹在柯本气候分类法中属于带有一定大陆性特征的温带海洋性气候（Cfb）。
欧龙河畔丹境内设有气象站，以下为该气象站的数据（其中日照数据取自布尔日气象站）：
| 欧龙河畔丹 1981年－2019年 | 欧龙河畔丹 1981年－2019年 | 欧龙河畔丹 1981年－2019年 | 欧龙河畔丹 1981年－2019年 | 欧龙河畔丹 1981年－2019年 | 欧龙河畔丹 1981年－2019年 | 欧龙河畔丹 1981年－2019年 | 欧龙河畔丹 1981年－2019年 | 欧龙河畔丹 1981年－2019年 | 欧龙河畔丹 1981年－2019年 | 欧龙河畔丹 1981年－2019年 | 欧龙河畔丹 1981年－2019年 | 欧龙河畔丹 1981年－2019年 | 欧龙河畔丹 1981年－2019年 |
| 月份                      | 1月                       | 2月                       | 3月                       | 4月                       | 5月                       | 6月                       | 7月                       | 8月                       | 9月                       | 10月                      | 11月                      | 12月                      | 全年                      |
| ------------------------- | ------------------------- | ------------------------- | ------------------------- | ------------------------- | ------------------------- | ------------------------- | ------------------------- | ------------------------- | ------------------------- | ------------------------- | ------------------------- | ------------------------- | ------------------------- |
| 历史最高温 °C（°F）       | 19.5 (67.1)               | 22.9 (73.2)               | 25.9 (78.6)               | 29.5 (85.1)               | 33.6 (92.5)               | 39.6 (103.3)              | 40.4 (104.7)              | 42.2 (108.0)              | 35.7 (96.3)               | 31.3 (88.3)               | 26.4 (79.5)               | 21.1 (70.0)               | 42.2 (108.0)              |
| 平均高温 °C（°F）         | 7.2 (45.0)                | 9.1 (48.4)                | 13.3 (55.9)               | 16.3 (61.3)               | 20.9 (69.6)               | 24.3 (75.7)               | 27 (81)                   | 26.7 (80.1)               | 22.4 (72.3)               | 17.6 (63.7)               | 11 (52)                   | 7.8 (46.0)                | 17 (63)                   |
| 日均气温 °C（°F）         | 3.7 (38.7)                | 4.7 (40.5)                | 7.8 (46.0)                | 10.4 (50.7)               | 14.7 (58.5)               | 17.9 (64.2)               | 20.1 (68.2)               | 19.9 (67.8)               | 16.1 (61.0)               | 12.5 (54.5)               | 7.1 (44.8)                | 4.4 (39.9)                | 11.6 (52.9)               |
| 平均低温 °C（°F）         | 0.3 (32.5)                | 0.4 (32.7)                | 2.3 (36.1)                | 4.5 (40.1)                | 8.5 (47.3)                | 11.5 (52.7)               | 13.3 (55.9)               | 13.1 (55.6)               | 9.7 (49.5)                | 7.4 (45.3)                | 3.2 (37.8)                | 1 (34)                    | 6.3 (43.3)                |
| 历史最低温 °C（°F）       | −24.1 (−11.4)             | −16 (3)                   | −13.5 (7.7)               | −5.5 (22.1)               | −0.9 (30.4)               | 2.2 (36.0)                | 5.6 (42.1)                | 2.5 (36.5)                | −0.5 (31.1)               | −8.5 (16.7)               | −11 (12)                  | −13.9 (7.0)               | −24.1 (−11.4)             |
| 平均降水量 mm（）         | 58.5 (2.30)               | 54.9 (2.16)               | 50.8 (2.00)               | 64.6 (2.54)               | 80.5 (3.17)               | 62.6 (2.46)               | 66.5 (2.62)               | 67.3 (2.65)               | 66 (2.6)                  | 73.5 (2.89)               | 68.9 (2.71)               | 71.6 (2.82)               | 785.7 (30.93)             |
| 月均日照時數              | 67.9                      | 88.6                      | 151                       | 175.7                     | 210                       | 224.9                     | 239                       | 232.7                     | 185.8                     | 124.5                     | 72.2                      | 55.3                      | 1,827.6                   |
| 来源：infoclimat.fr       |                           |                           |                           |                           |                           |                           |                           |                           |                           |                           |                           |                           |                           |

## 行政区划
欧龙河畔丹的市镇编号为18087，邮政编号为18130。
在行政管理方面，欧龙河畔丹隶属于法国中央-卢瓦尔河谷大区谢尔省圣阿芒蒙龙区；在地方选举方面，欧龙河畔丹是欧龙河畔丹县的中央投票站所在地，其市镇范围全境被划入谢尔省第三选区；在社会管理方面，欧龙河畔丹是勒迪努瓦市镇公共社区的办公驻地。
截至2023年7月，欧龙河畔丹市镇范围内暂无城市敏感街区及城市政策优先街区。
法国国家统计与经济研究所（简称）在进行数据统计时，将欧龙河畔丹单独设为欧龙河畔丹城市核心区（Unité urbaine de Dun-sur-Auron），未将欧龙河畔丹划入任何城市区（Aire urbaine）。自2020年起，欧龙河畔丹被划入包含112个市镇的布尔日城市辐射区。此外，还将欧龙河畔丹市镇整体看作一个“块区”（IRIS），以便于统计人口分布情况。

## 交通

### 公路
谢尔省省道D10线、D14线、D28线、D34线、D36线、D66线和D953线在欧龙河畔丹境内交汇，此外省道D2076线亦从市镇范围东北部边缘过境。中央-卢瓦尔河谷大区下属的城际客运提供巴士线路，可前往布尔日。
| 7 | 29 |

| 8 | 23 |

| 布尔日 | 26 |

| 桑宽 | 31 |

| 谢尔河畔新堡 | 21 |

| 勒韦 | 15 |

| 圣阿芒蒙龙 | 20 |

| 塞里伊 | 39 |

2019年，70.4%的欧龙河畔丹家庭拥有至少一辆私人汽车。2021年，欧龙河畔丹境内共发生各类交通事故3起，造成3人受伤。

### 铁路
欧龙河畔丹距离阿沃尔站和谢尔河畔新堡站的公路里程分别约19和21公里。

### 航空
欧龙河畔丹距离克莱蒙机场和图尔机场的公路里程分别约151和190公里。

### 城市公共交通
截至2023年7月，欧龙河畔丹暂无城市公共交通系统。

## 政治

### 市政内阁

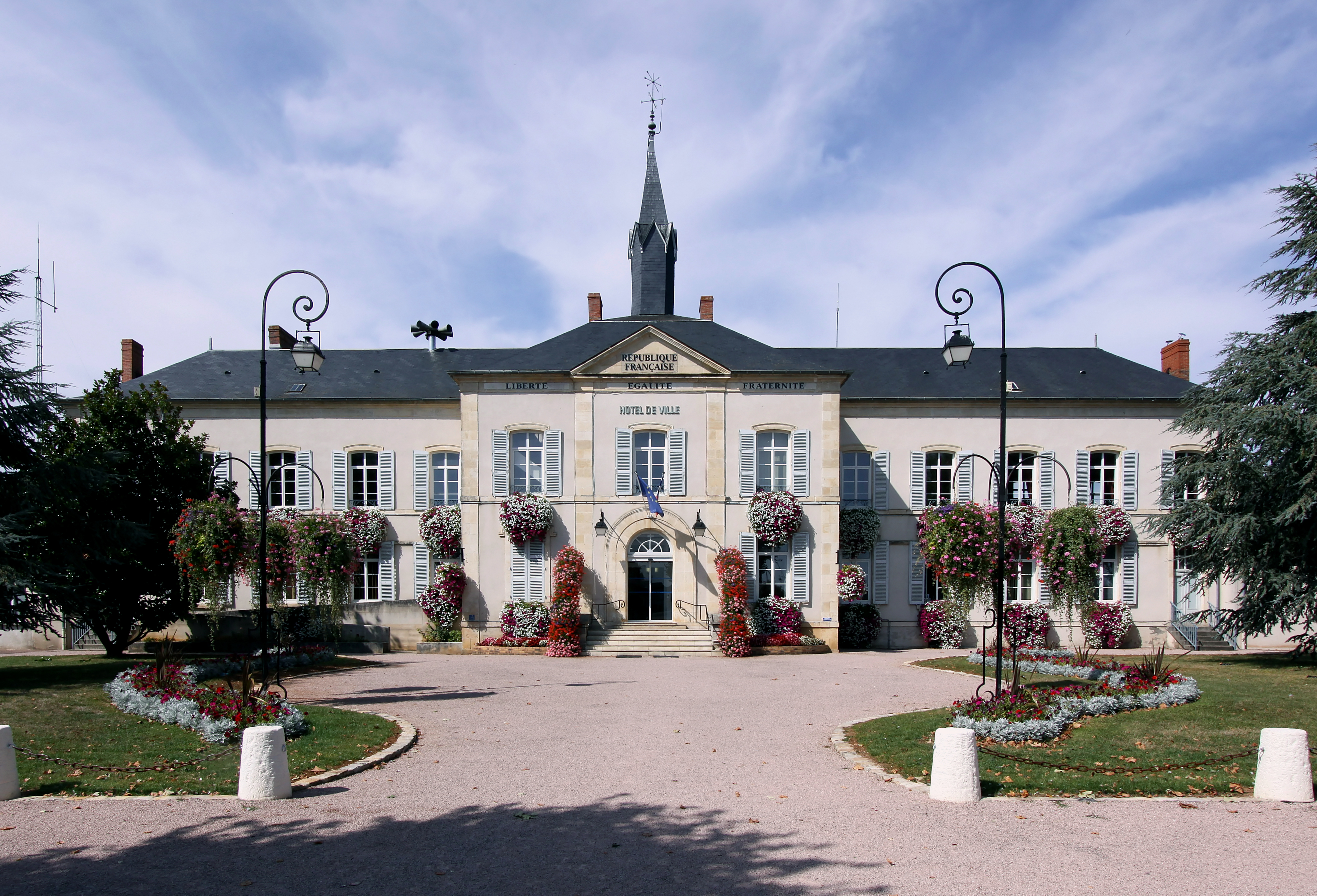
欧龙河畔丹市政厅

欧龙河畔丹的现任市长为路易·科桑先生，他是一名右翼无党派人士，在2020年的市政选举中获得了73.89%的支持率。
| 欧龙河畔丹历届市长     | 欧龙河畔丹历届市长             | 欧龙河畔丹历届市长        |
| 任期                   | 市长                           | 党派                      |
| ---------------------- | ------------------------------ | ------------------------- |
| （1981年以前资料暂缺） |                                |                           |
| 1981年－1989年         | Berthe FIÉVET 贝尔特·菲耶韦    | PS社会党                  |
| 1989年－1995年         | Bernard BOUSSARD 贝尔纳·布萨尔 | UMP人民运动联盟 →LR共和黨 |
| 1995年－               | Louis COSYNS 路易·科桑         | DVD右翼无党派人士         |

### 各级选举
| 欧龙河畔丹历届投票选举结果 | 欧龙河畔丹历届投票选举结果 | 欧龙河畔丹历届投票选举结果 | 欧龙河畔丹历届投票选举结果 | 欧龙河畔丹历届投票选举结果       | 欧龙河畔丹历届投票选举结果 | 欧龙河畔丹历届投票选举结果 | 欧龙河畔丹历届投票选举结果       | 欧龙河畔丹历届投票选举结果 | 欧龙河畔丹历届投票选举结果 |
| 选举项目                   | 选举范围                   | 选区单位                   | 选区单位内的选举结果       | 选区单位内的选举结果             | 选区单位内的选举结果       | 选区单位内的选举结果       | 选区单位内的选举结果             | 选区单位内的选举结果       | 参考资料                   |
| 选举项目                   | 选举范围                   | 选区单位                   | 第一轮胜出者               | 第一轮胜出者                     | 支持率                     | 第二轮胜出者               | 第二轮胜出者                     | 支持率                     | 参考资料                   |
| -------------------------- | -------------------------- | -------------------------- | -------------------------- | -------------------------------- | -------------------------- | -------------------------- | -------------------------------- | -------------------------- | -------------------------- |
| 2017年法國總統選舉         | 法國                       | 市镇                       |                            | 玛丽娜·勒庞                      | 24.66%                     |                            | 埃马纽埃尔·马克龙                | 58.04%                     | [ 27 ]                     |
| 2017年法国立法选举         | 谢尔省第三选区             | 市镇                       |                            | 洛伊克·凯尔夫朗                  | 38.44%                     |                            | 洛伊克·凯尔夫朗                  | 59.88%                     | [ 27 ]                     |
| 2019年欧洲议会选举         | 法國                       | 市镇                       |                            | 若尔当·巴尔代拉                  | 27.87%                     | （不适用）                 | （不适用）                       | （不适用）                 | [ 29 ]                     |
| 2021年法国省级选举         | 谢尔省                     | 县                         |                            | 迪迪埃·布吕热尔 玛丽-皮埃尔·里谢 | 69.53%                     |                            | 迪迪埃·布吕热尔 玛丽-皮埃尔·里谢 | 71.07%                     | [ 30 ]                     |
| 2021年法国省级选举         | 谢尔省                     | 市镇                       |                            | 迪迪埃·布吕热尔 玛丽-皮埃尔·里谢 | 80.75%                     |                            | 迪迪埃·布吕热尔 玛丽-皮埃尔·里谢 | 81.17%                     | [ 30 ]                     |
| 2021年法国大区选举         |                            | 市镇                       |                            | 尼古拉·福里西耶                  | 28.32%                     |                            | 弗朗索瓦·博诺                    | 32.71%                     | [ 31 ]                     |
| 2022年法国总统选举         | 法國                       | 市镇                       |                            | 玛丽娜·勒庞                      | 32.51%                     |                            | 玛丽娜·勒庞                      | 51.08%                     | [ 27 ]                     |
| 2022年法国立法选举         | 谢尔省第三选区             | 市镇                       |                            | 洛伊克·凯尔夫朗                  | 37.32%                     |                            | 洛伊克·凯尔夫朗                  | 56.28%                     | [ 27 ]                     |

## 人口
2020年，欧龙河畔丹市镇人口数量为3,616，在法国排名第3,091位。其中男性1,705人，女性1,950人，75岁及以上人口占13.1%，外籍人口数量为35人，人口密度为72人/平方公里，当地居民被称为（男性）或（女性）。2020年，欧龙河畔丹境内出生23人，死亡人口69人。
| 欧龙河畔丹1901年－2020年人口变化情况 |
|                                      |
| 数据来源：Cassini、INSEE             |

## 经济
欧龙河畔丹是一个区域性的中心城市。截至2023年7月，欧龙河畔丹市镇范围内共有各类用人单位（包含自雇）414家，平均历史为19年，其中99.04%为中小型企业（PME），2023年5月至7月间，当地的经济活力指数为0。（屋顶）、（五金销售）及（医疗器械）是当地2021年营业额最高的三个企业，分别为1,262,459欧元、859,459欧元和778,716欧元。

## 财政与居民收入
2021年，欧龙河畔丹的财政收入总额为3,470,330欧元，财政支出总额为3,156,090欧元，当年的债务总额为597,650欧元。 2021年，欧龙河畔丹市镇通过增值税获得86,950欧元的收入，此外当地还共获得了360,640欧元的国家直接财政补助。
2019年，欧龙河畔丹的人均月收入总额为2,013欧元，其中高级职员为3,377欧元，低于法国平均水平（4,230欧元）；中级职员为2,278欧元，低于法国平均水平（2,411欧元）；普通职员为1,646欧元，亦低于法国平均水平（1,740欧元）。
2019年，欧龙河畔丹境内的贫困率为11%，青壮年（15至64岁）失业率为13.8%；当地41.6%的家庭拥有纳税资格，平均纳税2,061欧元，低于法国平均水平（3,910欧元）。

## 社会事务

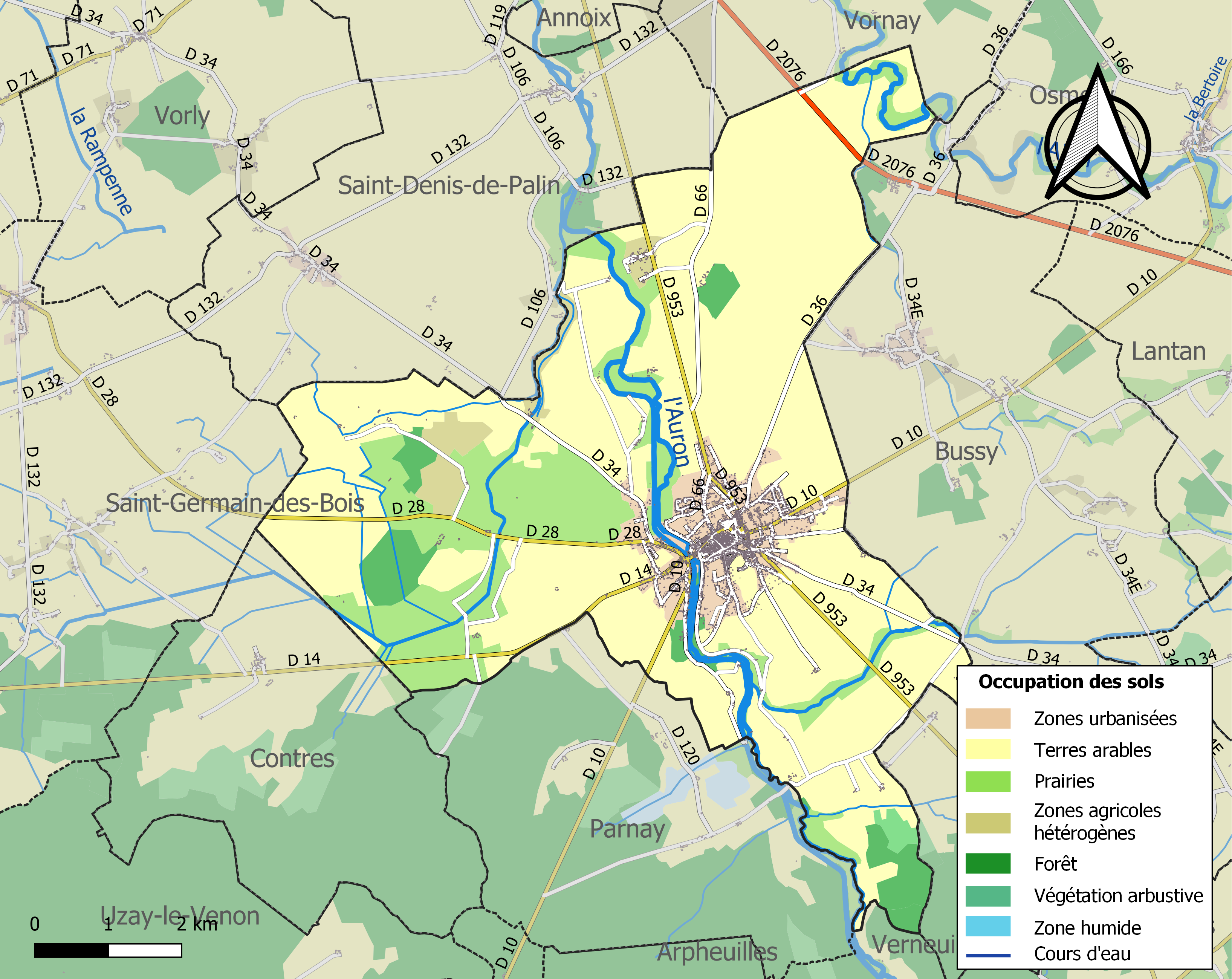
欧龙河畔丹土地利用情况地图

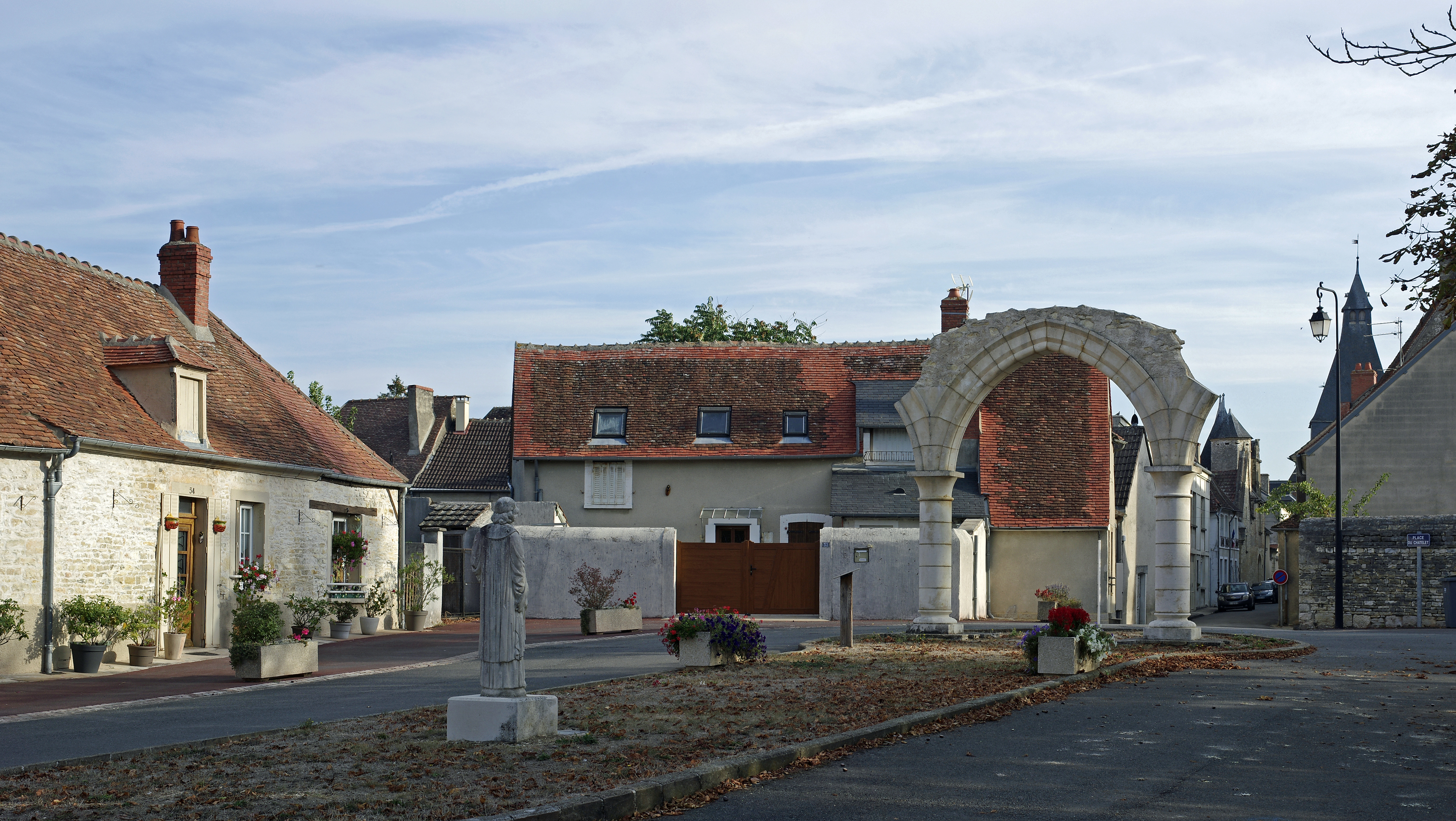
沙特莱广场

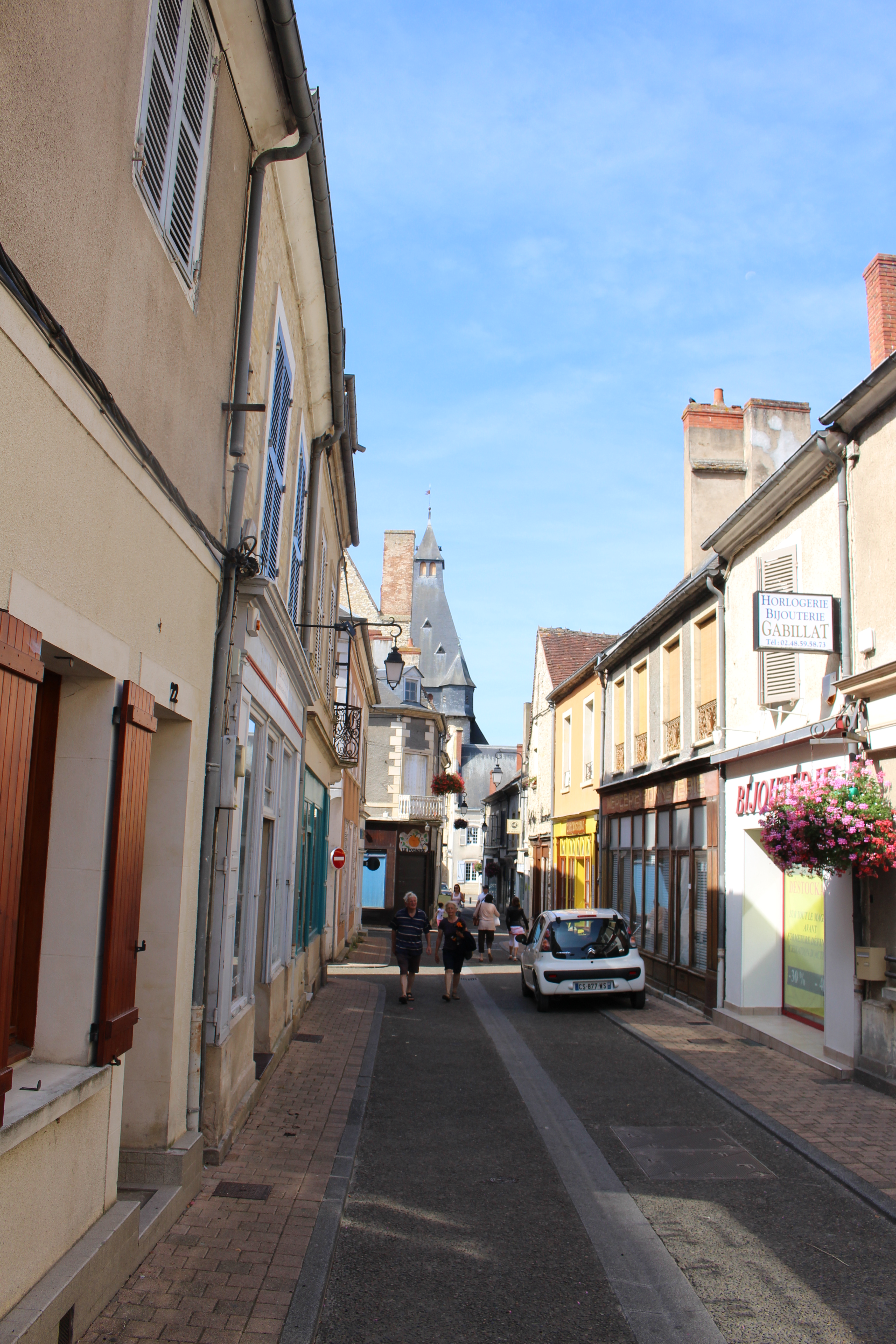
镇中心的格朗街

### 教育
欧龙河畔丹属于奥尔良-图尔学区。截至2021年1月1日，欧龙河畔丹境内共有1所幼儿园、2所小学和1所初级中学。2021至2022学年度，欧龙河畔丹境内共有在校中等教育阶段学生410名。

### 医疗
截至2021年1月1日，欧龙河畔丹境内共有全科医生2名、保健师2名、牙医3名、护士4名和助产士1名。境内共有药房1家、残疾人帮扶中心1家。
乔治·桑德中心医院（Centre Hospitalier George Sand），又名“谢尔省心理健康市际机构”（Etablissement Intercommunal de Santé Mentale du Cher），是法国的一个其主要项目为心理康复治疗，该机构在欧龙河畔丹设有一处分院。
距离欧龙河畔丹最近的区域性医疗机构为圣阿芒蒙龙中心医院（Centre hospitalier de Saint-Amand-Montrond），其主病区位于圣阿芒蒙龙市区西部，距离欧龙河畔丹市区的正常车程大约20分钟，该院设有床位112个，是圣阿芒蒙龙区内规模最大的公立综合性医院。

### 住房
2019年，欧龙河畔丹境内共有各类住房2,035套，其中95.0%为独立式居民区，4.4%为集中式居民区。常住房屋占欧龙河畔丹市镇范围内居民建筑总量的81.5%。
在住房保障政策方面，2021年，欧龙河畔丹境内共有346户家庭获得了住房经济补助，受益人数占总人口数量的9.6%，其中318份为房租补助。

### 商业
2021年，欧龙河畔丹境内共有各类实体商铺73家，其中餐厅8家、大型超市2家、杂货店2家、面包房1家、肉铺1家、书店1家、装饰品店1家、银行门店1家、美容美发店7家、汽车维修店6家。市区北部建有Super U和Lidl购物商场。

### 体育
2021年，欧龙河畔丹境内共有2家游泳池、1间体育馆、3处网球场、1处足球或橄榄球场以及1处篮球或排球场。
截至2023年7月，欧龙河畔丹体育联盟（Union Sportive Dunoise，编号504867）是欧龙河畔丹境内唯一的一家注册足球俱乐部，该足球队成立于1921年，其主队2022至2023赛季参加谢尔省足球联赛丙组（法国第十一级别），其主场为科隆比耶球场（Stade du Colombier）。

### 环境
欧龙河畔丹的环境事务由其所属的勒迪努瓦市镇公共社区联合各级政府协调负责。2021年，欧龙河畔丹境内暂无污染企业。

### 治安
2021年，欧龙河畔丹市镇范围内有1处宪兵队。
欧龙河畔丹及其附近的共124个市镇是圣阿芒蒙龙国家宪兵队的管辖范围。2020年，该宪兵队累计记录各类案件2,021起，其中盗窃类案件1,040起，经济类案件255起，毒品交易类案件68起。

## 文化

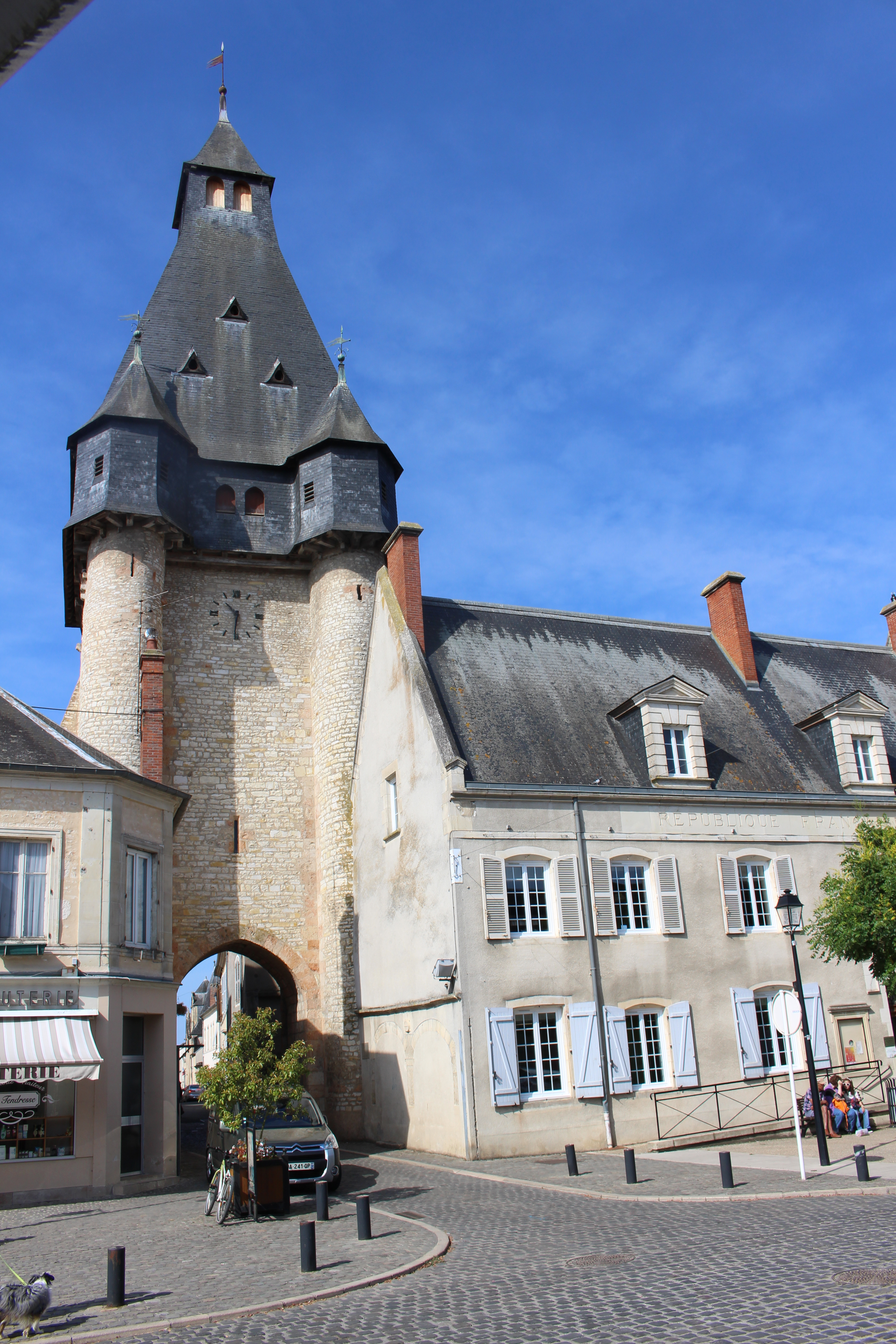
欧龙河畔丹城堡钟楼

2021年，欧龙河畔丹境内暂无任何文化设施。欧龙河畔丹建有保罗·莫罗市政图书馆（Bibliothèque Municipale de Paul Moreau），每周二至六向公众开放。

### 建筑
欧龙河畔丹境内有多处历史建筑，其中欧龙河畔丹城堡、圣艾蒂安教堂、城墙等为法国国家文物保护单位。

### 旅游
欧龙河畔丹的旅游事务由其所属的勒迪努瓦市镇公共社区负责。2022年，欧龙河畔丹境内共有2家酒店共计15间房间；另有1个露营地，可容纳共24辆露营车。

### 媒体
法国主要的媒体均可在欧龙河畔丹接收，法国电视三台下属的中央-卢瓦尔河谷大区频道在部分时段播出欧龙河畔丹所在谢尔省的地方新闻。《贝里共和党人报》、蓝色法兰西贝里广播、震动广播等是当地主要的地方性媒体。

## 相关人物
法国小提琴家埃米尔·索雷、文学家莫里斯·巴尔代什、女雕塑家洛尔·库唐和女摄影师阿涅丝·戈达尔出生于欧龙河畔丹。

## 友好城市
截至2023年7月，欧龙河畔丹暂未建立任何友好城市关系。